# 头霉素

头霉素的核心结构

头霉素（英語：cephamycins）是一类β-内酰胺类抗生素，和头孢菌素同属于头孢烯衍生物，区别在于头霉素比头孢菌素多一个7α位置上的甲氧基。
头霉素的化学结构与头孢菌素相似，属“非典型”β-内酰胺酶类抗生素；因其药理特性与头孢菌素类似，故常以头孢命名，且不精确地归为头孢菌素类，但与大多数头孢菌素不同，头霉素是一种非常有效的抗厌氧微生物抗生素。
头霉素最早提取自链霉菌属（Streptomyces），如耐内酰胺链霉菌（Streptomyces lactamdurans），现已能进行人工合成。

## 例子
头霉素包括有：
- 头孢西丁（英语：Cefoxitin）[4]
- 头孢替坦（英语：Cefotetan）[5]
- 头孢美唑（英语：Cefmetazole）[6]